# Wojciech Gawroński (sportowiec)
Wojciech Gawroński (ur. 25 marca 1953 w Nowym Sączu) – polski kajakarz górski, trener, lekarz, nauczyciel akademicki, olimpijczyk z Monachium 1972.
Przez całą karierę sportową reprezentował klub Dunajec Nowy Sącz (lata 1969–1979). Mistrz Polski w konkurencji:
- K-1 slalom w latach 1973–1974,
- K-1 × 3 slalom drużynowo w roku 1973
- K-1 zjazd w latach 1975–1976.

Uczestnik mistrzostw świata w roku:
- 1971 
  - 4. miejsce w konkurencji K-1 × 3 slalom drużynowo,
  - 8. miejsce w konkurencji K-1 slalom,
- 1973
  - 2. miejsce w konkurencji K-1 × 3 slalom drużynowo (partnerami byli: Stanisław Majerczak, Jerzy Stanuch),
  - 3. miejsce w konkurencji K-1 slalom
- 1975 
  - 2. miejsce w konkurencji K-1 × 3 slalom drużynowo (partnerami byli: Stanisław Majerczak, Jerzy Stanuch)
- 1977 
  - 3. miejsce w konkurencji K-1 × 3 slalom drużynowo (partnerami byli: Henryk Popiela, Jerzy Stanuch),
- 1979 
  - 5. miejsce w konkurencji K-1 × 3 slalom drużynowo.

Na igrzyskach olimpijskich w Monachium wystartował w konkurencji K-1 slalom, zajmując 23. miejsce.
Po zakończeniu kariery sportowej był m.in. trenerem. W latach 1990–1992 przygotowywał polską kadrę kajakarzy górskich do startu w igrzyskach w Barcelonie. Jest nauczycielem akademickim  Akademii Wychowania Fizycznego w Krakowie.